# موزه هنر هلسینکی
موزه هنر هلسینکی (فنلاندی: Helsingin taidemuseo، سوئدی: Helsingfors konstmuseum) یا به اختصار HAM یک موزه هنری واقع در محله کامپی در هلسینکی فنلاند است.
این موزه پس از بازسازی و تغییر نام تجاری (با نام HAM) در سال ۲۰۱۵ بازگشایی شد.

## پیشینه
شهرداری هلسینکی متولی اصلی و گرداننده موزه هنر هلسینکی است. این مجموعه هنری بیش از ۹۰۰۰ اثر را به خود اختصاص می‌دهد. تقریباً نیمی از این آثار طبق برنامه جامع فرهنگی شهری پنج ساله در مکان‌های عمومی مانند پارک‌ها، خیابان‌ها، مدارس و کتابخانه‌ها به نمایش در می‌آیند.

## موزه دائمی
موزه هنر میزبان نمایشگاه دائمی کوچکی از آثار تووه یانسون است که شامل دو نقاشی دیواری بزرگ است که در اصل برای تالار شهر هلسینکی ایجاد شده‌است.